# Faldereb
Et Faldereb er betegnelse for en landgangsbro der i modsætning til denne er fast monteret på skibet. Ved sætning af falderebet svinges dette ud fra skibssiden og den ene ende sænkes ned således at den virker som en trappe. Falderebet ender ofte i en platform der, når skibet ligger stille til søs, befinder sig lige over vandoverfladen til brug for omstigning i f.eks en motorbåd. Ved kaj sænkes falderebet direkte ned på denne.
| Vandsport/vandtransport | Spire Denne vandsports- eller vandtransportsartikel er en spire som bør udbygges. Du er velkommen til at hjælpe Wikipedia ved at udvide den. |